# Jul Låg
Jul Låg (ur. 13 listopada 1915 w Flesbergu, zm. 2 lutego 2000 w Ås) – norweski naukowiec, gleboznawca.

## Życiorys
Dorastał na farmie, po ukończeniu szkoły podstawowej przez kilka lat pracował jako robotnik rolny, a w 1939 skończył szkołę rolniczą i podjął studia w Norweskiej Wyższej Szkole Rolniczej, które ukończył w 1942. Później przez rok studiował geologię na Uniwersytecie w Oslo, w 1949 obronił rozprawę doktorską z gleboznawstwa i został profesorem na Wydziale Nauk o Ziemi uniwersytetu rolniczego w Oslo. W latach 1968–1971 był rektorem tego uniwersytetu. W 1953 został członkiem Norweskiej Akademii Nauk i Literatury (w latach 1976-1984 był jej wiceprezesem), był też członkiem Królewskiej Szwedzkiej Akademii Nauk, od 1982 Królewskiego Duńskiego Towarzystwa Naukowego, a od 1985 członkiem zagranicznym PAN. Napisał wiele publikacji na temat zmian w środowisku przyrodniczym krajów skandynawskich i wpływu zanieczyszczeń gleb na występowanie chorób u ludzi. Był współautorem map glebowych Europy.

## Odznaczenia
- Order Świętego Olafa I klasy (1984)
- Order Sokoła Islandzkiego (1970)
- Medal Kopernika PAN (1974)